# Alfred Melichar
Alfred Melichar (* 1957 in Wien) ist ein österreichischer Akkordeonist und Bandoneonist. 

## Leben
Melichar absolvierte seine Studien in Wien und Warschau, unter anderem an der Fryderyk-Chopin-Musikakademie bei Lech Puchnowski, wo er das Konzertfachdiplom erwarb.
Von 1980 bis 2022 war Melichar Lehrer für Akkordeon an der Anton Bruckner Privatuniversität in Linz, (vormals Bruckner Konservatorium). 1989 erfolgte seine Ernennung zum Professor, 2006, nach erfolgter Habilitation, die zum außerordentlichen Universitätsprofessor. Als Dozent ist er außerdem bei nationalen und internationalen Kursen und Seminaren, zum Beispiel beim Amsterdam New Music Seminar und als Juror bei Akkordeonwettbewerben tätig.
Solistisch als Akkordeonist war Melichar tätig mit dem Niederländischen Radio-Symphonieorchester, RSO-Orchester Wien, Bruckner-Orchester Linz, Niederösterreichische Tonkünstler, Wiener Philharmoniker, Camerata Athen, Ensemble Wiener Collage (seit 2003
auch Obmann), Österreichischen Ensemble für Neue Musik, Ensemble Die Reihe, Ensemble Kreativ, K&K-Experimentalstudio, den Österreichischen Kammersymphonikern. Er trat auf bei Festivals wie Salzburger Festspiele, Wien Modern, Hörgänge, Vogtländische Musiktage, Carinthischer Sommer, Musica Nova Brasil. 
Durch seine Zusammenarbeit mit zeitgenössischen Komponisten  wie Friedrich Cerha, Violeta Dinescu,  Marez Oyens, Tsepkolenko, Erich UrbannerRené Staar entstanden neue Werke für Akkordeon, darunter Akkordeon-Kammermusik.
Als Bandoneonist mit Werken von Astor Piazzolla, Kurt Weill und anderen spielte er mit dem ORF Radio-Symphonieorchester Wien, Münchener Rundfunkorchester, Mozarteum-Orchester Salzburg, RSO-Ljubljana, Okoun-Ensemble.
Weiters tritt Melichar als Verfasser von Fachartikeln und Vorträgen, Rundfunk- und Fernsehaufnahmen hervor.